# Geistige Verunreinigung
Geistige Verunreinigung ist eine Deutschpunk-Band aus Bonn.

## Geschichte
Geistige Verunreinigung wurde 1981 von den Brüdern Rainer (Gesang) und Jörg Kaufmann (Rhythmusgitarre) gegründet. Nach der Veröffentlichung einiger vom britischen Oi!-Punk beeinflussten Demo-Tapes wandte sich die Band dem politischen Deutsch-Punk zu und steuerte 1988 das Lied Schwarzer Block zu dem Sampler Beethovens Rache bei. Zum zehnten Bandjubiläum erschien 1991 die selbstproduzierte Debüt-LP Blitzgulasch, gefolgt von Beiträgen zu diversen Sampler-Reihen, darunter u. a. „Schlachtrufe BRD“, „Partisanen“, „Gegen Nazis“ und „Alptraummelodie“.
1993 wurde Geistige Verunreinigung von dem damals innerhalb der Szene umstrittenen „Kommerz-Label“ A.M. Music unter Vertrag genommen, worauf die Veröffentlichungen der Single Moskau (eine Coverversion des gleichnamigen Hits von Dschinghis Khan) und des zweiten Albums Plenare Insassen folgten. Das Album erreichte vierstellige Verkaufszahlen und bescherte der Band weitere Popularität und überregionale Aufmerksamkeit. Das nächste und letzte Album Steinschlag erschien 1996. Das vorerst letzte Konzerte der Band fand 1998 im Kult41 in Bonn statt.
Auch danach hielt die Geistige Verunreinigung sich und  den "Spirit of Punk" weiter am Leben. Erste Versuche eines Comebacks unternahm die Band rund um Rainer Kaufmann mit teils neuer Besetzung in den Jahren 2019/2020. Nachdem Kaufmann jedoch aus gesundheitlichen Gründen die Band verlassen musste, verblieb Gründungsmitglied und Bassist Ulrich Schmidt und formierte die Band mit neuen Musikern neu. Seit 2023 ist die "Geistige Verunreinigung" in ihrer neuen Besetzung (Gesang, 2 Gitarren, Drums und Bass) wieder aktiv und verbindet den bekannten GV-Sound und alte Titel mit neuen Impressionen und neuem Material. Erste Auftritte und somit das Comeback der Geistigen Verunreinigung kommen im Herbst 2024.

## Sonstiges
- Wolfgang Waldner half 1991 bei der befreundeten Band Canal Terror bei deren Reunion-Konzert am Schlagzeug aus.[3] Die Aufnahmen wurden im Folgejahr unter dem Titel Canal Terror – Live in Bonn auf Video und LP veröffentlicht.
- Bei der Bundestagswahl 1998 kandidierte Sänger Rainer Kaufmann für die Anarchistische Pogo-Partei Deutschlands (APPD) als Spitzenkandidat in Nordrhein-Westfalen.[4][5]
- Wolfgang Waldner und Stefan Janzik spielen seit 2003 gemeinsam bei Dr. Ranzik.[6] Seit 2012 gehört Janzik der Band Cynthia Nickschas & Friends an.[7]

## Diskografie
- 1982: Polit Pogo (Demotape)[8]
- 1991: Blitzgulasch (LP)
- 1993: Moskau (Single)
- 1994: Plenare Insassen (LP)
- 1996: Splitsingle mit Rückkopplung
- 1996: Steinschlag (LP)

Darüber hinaus sind Geistige Verunreinigung auf mehreren zeitgenössischen, deutschen Punk-Samplern vertreten. Dabei handelt es sich überwiegend um Lieder, die auch auf einer der drei LPs erschienen sind. Exklusive Aufnahmen sind Antifa marschiert (auf Gegen Nazis, 1992) sowie Choose Too (auf Vitaminepillen III, 1994).